# Jordanische Beachhandball-Nationalmannschaft der Männer
Die jordanische Beachhandball-Nationalmannschaft der Männer repräsentiert die Jordan Handball Federation als Auswahlmannschaft auf internationaler Ebene bei Länderspielen im Beachhandball gegen Mannschaften anderer nationaler Verbände.
Als Unterbau fungiert die Nationalmannschaft der Junioren, das weibliche Pendant ist die jordanische Beachhandball-Nationalmannschaft der Frauen.

## Geschichte
Jordanien ist das einzige arabische Land, dessen weibliche Beachhandball-Nationalmannschaft deutlich öfter international antrat. Das erste Turnier wurde schon 2008 im Rahmen der Asian Beach Games auf Bali bestritten, dem nach den Asienmeisterschaften 2004 erst zweiten Turnier für Nationalmannschaften in der Sportart in Asien. Bei der traditionell in Asien vergleichsweise breit besetzten Multisport-Veranstaltung belegte die Mannschaft den fünften Rang unter achte Teams. Eine zweite Teilnahme an diesem Wettbewerb erfolgte zwei Jahre später in Maskat, mit erneut eine Mittelfeldrang als sechste der elf teilnehmenden Nationen.

## Teilnahmen
| World Games - 2001: nicht eingeladen - 2005: nicht eingeladen - 2009: nicht eingeladen - 2013: keine Teilnahme - 2017: keine Teilnahme - 2022: keine Teilnahme World Beach Games - 2019: nicht qualifiziert - 2023: nicht qualifiziert | Weltmeisterschaften - 2001: keine Teilnahme - 2004: keine Teilnahme - 2006: keine Teilnahme - 2008: keine Teilnahme - 2010: keine Teilnahme - 2012: keine Teilnahme - 2014: keine Teilnahme - 2016: keine Teilnahme - 2018: keine Teilnahme - 2020: keine Teilnahme - 2022: keine Teilnahme | Asienmeisterschaften - 2004: keine Teilnahme - 2008: keine Teilnahme - 2013: keine Teilnahme - 2011: keine Teilnahme - 2015: keine Teilnahme - 2017: keine Teilnahme - 2019: keine Teilnahme - 2022: keine Teilnahme - 2023: keine Teilnahme | Asian Beach Games - 2008: 5. - 2010: 6. - 2012: keine Teilnahme - 2014: keine Teilnahme - 2016: keine Teilnahme - 2023: |